# Bright (naturalisme)
Een bright is iemand met een naturalistisch wereldbeeld die vertrouwt op wetenschappelijke inzichten (van de natuur-, maatschappij- en gedragswetenschappen). Een bright noemt zich vrij van geloof en bijgeloof, en de ethiek en acties zijn gebaseerd op een naturalistisch wereldbeeld.
De termen 'bright' en 'brightness' zijn in 2003 in het leven geroepen als een internationale, positieve parapluterm voor iedereen met een naturalistisch wereldbeeld. In principe vallen de meeste atheïsten, vrijdenkers, seculier humanisten, pantheïsten en agnostici onder deze term. Initiatiefnemers voor de benaming waren de Amerikanen Paul Geisert en Mynga Futrell. Het idee is door Richard Dawkins in The Guardian en Wired en door Daniel Dennett in de New York Times bekendgemaakt.
De reden van dit initiatief is ingegeven door het succes van de homobeweging. Homoseksuelen hebben lang problemen ondervonden met de wijze waarop zij werden aangeduid, wat zelden op een flatterende wijze gebeurde. Door zichzelf duidelijk uit te spreken met het woordje 'gay' hebben homoseksuelen zich wereldwijd kunnen organiseren en zo een belangrijke stem verkregen in het internationale maatschappelijke veld. 'Gay' heeft bovendien een positieve klank, waarmee is getracht het imago een positieve wending te geven.
Na de lancering van het woord bright in de Verenigde Staten barstte aldaar de discussie los of dit wel zo'n goed gekozen woord zou zijn. De kritieken richtten zich voornamelijk op het feit dat 'bright', naast 'helder', ook te vertalen is als 'slim'. Eigenlijk is de Nederlandse vertaling 'helder' wat dat betreft passender: wie zegt 'ik ben een helder' doet zich niet voor als dat slimste jongetje van de klas. Desalniettemin is er niet voor gekozen om het woord 'bright' te vertalen, juist omdat het zijn kracht deels ontleent aan zijn internationale karakter.
Als tegenovergestelde term van 'bright' is gekozen voor het woord 'super', afkomstig van 'supernatural', oftewel, gelovende in een bovennatuurlijke wereld.